# Lamium purpureum
Црвена мртва коприва (лат. Lamium purpureum) је једногодишња зељаста биљка која припада породици уснатица (Lamiaceae).  Латински назив рода Lamium води порекло од грчке речи lamos (ждрело), због облика цветне крунице. Постоји и веровање да име рода заправо потиче од грчке речи lamia, која значи демон који прождире - гул (енгл. Ghoul), јер цветови ове биљке подсећају на уста горепоменутог чудовишта. Име врсте purpureum значи љубичаст, по прицветним листовима који су неретко те боје. Народни назив је добила по изразитој боји цвета и томе што не жари на додир, за разлику од коприве (лат. Urtica dioica).

## Опис
Стабљика је четворобрида и разграната, обично потпуно гола или од средине надаље покривена длакама, а у средини често нема листове. Достиже висину од 10 cm до 25 cm (понекад и до 30 cm). Листови су прости, цели, распоређени наспрамно и декусирано, са лисном дршком дугачком 0,5-1 cm. Нерватура листа је мрежаста. Лиска (лисна плоча) је дужине 1-2 cm, троугласто јајаста, срцасто усечена при основи и тупо назубљеног обода. Лице је прекривено меким маљама, док је наличје нешто светлије, мрежасто наборано и готово без длака. Прицветни листови су мањи и са краћим дршкама, срцасто јајасти обликом, по ободу тестерасто назубљени и често пурпурнољубичасте боје. 
Цветови су зигоморфни, са двојним перијантом, пурпурни, дужине од 15 мм до 18 мм, скоро седећи, по 6 до 10 сложених у 3-7 привидних пршљенова, горњи главичасто збијени у облику пирамиде, а доњи су чешће удаљени. Чашица је цевасто звонаста, незнатно двоусната, покривена длачицама само дуж нерава и обода зубаца(. Састоји се од 5 листића сраслих у цев са 5 зубаца. Зубци су ланцетасти, дуги око 3 мм и на врху шиљати. Круница је двоусната, настала од 5 латица које су доњим делом срасле у цев, а горњим граде 2 усне. Крунична цев је нешто дужа од чашичне цеви и поседује унутрашњи прстен длака. Горња усна је настала срастањем 2 латице,дугачка је 3,5 мм, полулоптасто испупчена, са спољашње стране може бити прекривена финим длакама. Доња усна је нешто дужа од горње, настала срастањем 3 латице и састоји се од 3 режња. Бочни режњеви су краћи и игличасти, док је средњи режањ крупан и на врху усечен. Прашника је укупно 4, 2 дужа унутрашња и 2 краћа спољашња, филаментима срасли за цев крунице. Плодник је надцветан и синкарпан, из 2 плодна листића, са 4 окца, а у сваком окцу по један семени заметак. Дуг је 2-2,5 мм, сивкасте боје и гладак, ређе наборан. Стубић је са 2 жига. Плод је мерикарпијум који се распада на 4 орашице. Цвета од марта до октобра.

## Распрострањење
Природни ареал ове биљке обувата већи део Европе (у Британију је донета) и западну Азију, док је у Северну Америку и Алжир донета. Евроазијско-медитеранска је вртса. 

## Станиште
Расте на стрњиштима, у баштама и вртовима, крај путева, на зидинама, рубовима шума, до 2500 метара надморске висине. Одговара јој плодно и растресито земљиште. 

## Употреба
Црвена мртва кприва је јестива врста биљке и конзумирају се млади примерци убрани у рано пролеће. Беру се млади листови и цветови од којих се прави салата или се ситно исецкају и користе као зачин у сосевима.  Због длакавих листова, многи се радије одлучују да је кувају или праве песто од ње. У народној медицини се од ње праве мелеми за иритације на кожи, као и чај за прехладе и сезонске алергије. Потребно је бити опрезан са конзумацијом ове биљке, из разлога што је лаксатив.